# Ngambon (plaats)
Ngambon is een bestuurslaag in het regentschap Bojonegoro van de provincie Oost-Java, Indonesië. Ngambon telt 2456 inwoners (volkstelling 2010).